# Gmina Kiernozia
Die Gmina Kiernozia ist eine Stadt-und-Land-Gemeinde im Powiat Łowicki der Woiwodschaft Łódź in Polen. Sie hat etwa 3300 Einwohner. Ihr Sitz ist die gleichnamige Stadt mit etwa 830 Einwohnern. 

## Geographie

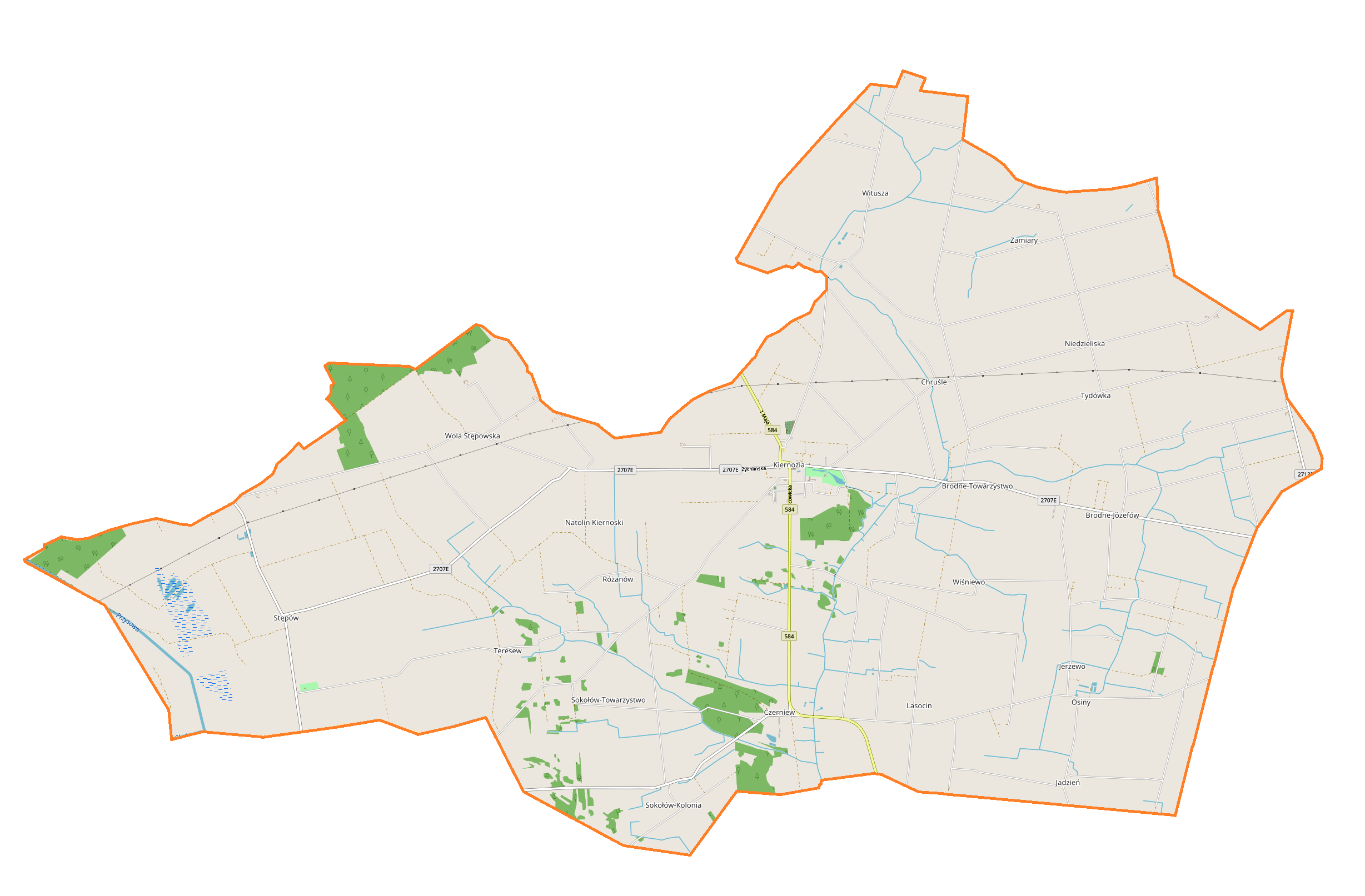
Karte der Gemeinde

Die Gemeinde liegt im Norden der Woiwodschaft und grenzt an die Woiwodschaft Masowien. Die Kreisstadt Łowicz liegt etwa 15 Kilometer südlich, Płock 40 Kilometer nordwestlich und Warschau 75 Kilometer östlich. Die Gemeinde hat eine Fläche von 76,2 km², von der 89 Prozent land- und vier Prozent forstwirtschaftlich genutzt werden. Ihr Gebiet ist mit etwa 44 Einwohnern/km² dünn besiedelt. Zu den Gewässern gehören der Bzurazufluss Słudwia, die Przysowa und die Nida.

## Geschichte
In russischer Zeit wurden Kiernozia 1870 nach dem Januaraufstand die Stadtrechte aberkannt. Die Landgemeinde Kiernozia kam 1922 zum Powiat Łowicki und wurde 1954 in Gromadas aufgelöst. Die Landgemeinde wurde zum 1. Januar 1973 aus Gromadas wiedererrichtet. Von 1975 bis 1998 gehörte die Gemeinde zur Woiwodschaft Płock. Der Powiat war in dieser Zeit aufgelöst. Die Landgemeinde kam 1999 an den Powiat Łowicki der Woiwodschaft Łódź. Zum 1. Januar 2024 erhielt der Hauptort wieder Stadtrechte und die Gemeinde den Status einer Stadt-und-Land-Gemeinde.

## Gliederung
Zur Stadt-und-Land-Gemeinde (gmina miejsko-wiejska) Kiernozia gehören die namensgebende Stadt und 19 größere Dörfer. Stadt und Dörfer haben jeweils ein Schulzenamt (sołectwo):
Kiernozia
Brodne-Józefów
Brodne-Towarzystwo
Chruśle
Czerniew
Jadzień
Jerzewo
Lasocin
Natolin Kiernoski
Niedzieliska
Osiny
Sokołów-Kolonia
Sokołów-Towarzystwo
Stępów
Teresew
Tydówka
Wiśniewo
Witusza
Wola Stępowska
Zamiary
Kleinere Orte und Weiler der Gemeinde sind Czerniew-Osada, Długie und Różanów.

## Verkehr
Die Woiwodschaftsstraße DW584 führt von Sanniki im Norden über Kiernozia in die Kreisstadt Łowicz.
Die nächste Bahnstation ist Jackowice in der Gmina Zduny an der Bahnstrecke Warschau–Posen.
Die nächsten internationalen Flughäfen sind Warschau und Łódź.